# 許穆夫人
許穆夫人 (きょぼくふじん、生没年不詳）は、衛の公族昭伯の娘。母は宣姜。許の穆公の妻。同母異父兄に恵公。同母兄弟に戴公・文公。懿公の従兄弟（母方では叔母）にあたる。中国の歴史上、最初の女性詩人である。

## 生涯
最初、許の君主と斉の君主から求婚を受けた。彼女は「古くから諸侯家の女性は、深窓の姫君として大切に育てられてきた。外国の君主たちは彼女らの美名を慕って結婚を願い出ることになる。彼女らの母国は大国の支持を得ることができる。今、許は小さくて遠い。斉は大きくて近い。大国を捨てて小国を選んでいる。これから国が大変なことになったら、誰が救援できるだろうか」と言った。懿公は聞かず、彼女を許の穆公と結婚させた。
前660年12月、北の異民族の翟が衛を攻撃してきた。許は救援できない。懿公は戦死した。夫人は母国が災難に遭ったと聞いて、夫の制止を顧みず帰国しようとした。道中、許はまた使者を派遣して阻止した。夫人は帰国できず、『載弛』などの詩を書いて自分の本音を表明した。その後、新たに公に擁立した戴公は斉の桓公の助けを得て、楚丘という場所に城を建てて住むことができた。衛の人は当初夫人の話を聞いていなかったことを後悔している。

## 伝記資料
『列女伝』仁智伝